# Stanisław Pietraszkiewicz
Stanisław Pietraszkiewicz (ur. 7 kwietnia?/20 kwietnia 1906 w Mińsku, zm. 4 grudnia 1988 w Kapsztadzie) – podpułkownik pilot Polskich Sił Powietrznych w Wielkiej Brytanii.

## Życiorys
Syn Adama i Heleny Judyckiej. W 1925 roku zdał maturę w Państwowym Gimnazjum Nauczycielskim im. Władysława Syrokomli w Nieświeżu, następnie wstąpił do Szkoły Podchorążych Piechoty w Warszawie. Brał udział walkach po stronie rządowej podczas przewrotu majowego, podczas których został ranny. Po rekonwalescencji odbył staż w 86. pułku piechoty w Mołodecznie. W  październiku 1926 roku rozpoczął naukę w Oficerskiej Szkoły Lotnictwa w Grudziądzu, która w 1927 r. została przeniesiona do Dęblina. W 1928 roku ukończył Szkole Podchorążych Lotnictwa jako podporucznik obserwator (II promocja, 11 lokata). Otrzymał przydział do 55. eskadry liniowej 5 pułku lotniczego w Lidzie. W 1932 roku został przeniesiony do 1. pułku lotniczego w Warszawie, gdzie w latach 1934–1937 dowodził 112. eskadrą myśliwską. Na stopień kapitana został awansowany ze starszeństwem z dniem 1 stycznia 1936 i 47. lokatą w korpusie oficerów aeronautyki (w marcu 1939, w tym samym stopniu i starszeństwie, zajmował 32. lokatę w korpusie oficerów lotnictwa, grupa liniowa).
W październiku 1933 roku wszedł w skład polskiej reprezentacji podczas Międzynarodowych Zawodów Lotnictwa Myśliwskiego w Bukareszcie. Również w maju 1936 roku wziął udział w  Międzynarodowej Wystawie Lotniczej ILIS w Sztokholmie gdzie prezentował możliwości PZL P.11c. W 1937 roku zawarł związek małżeński z Janiną z domu Filipkowską. 5 września 1937 roku przeżył poważną katastrofę lotniczą, po której został przeniesiony do służby w jednostkach szkolnych. W marcu 1939 pełnił służbę w Centrum Wyszkolenia Lotnictwa nr 1 w Dęblinie na stanowisku dowódcy II dywizjonu Szkoły Podchorążych Lotnictwa – Grupa Liniowa.
W kampanii wrześniowej nie brał udziału w lotach bojowych, zajmował stanowisko dowódcy Kompanii Obsługi Węzła Lotnisk nr 23 i odpowiadał za ewakuację sprzętu. Przez Rumunię dotarł do Francji, gdzie był szefem grupy 19 pilotów skierowanych na szkolenie w Ośrodku Wyszkolenia Myśliwskiego w Versailles. Po upadku Francji odpłynął z Bordeaux na pokładzie statku „Kmicic” i 20 czerwca 1940 roku dotarł do Wielkiej Brytanii. Otrzymał numer służbowy RAF P-1238 i 21 sierpnia 1940 mianowany dowódcą eskadry A w dywizjonie 303. 9 września 1940 roku został dowódcą dywizjonu 307, funkcję tę sprawował do 25 października kiedy to powrócił do dywizjonu 303. 8 listopada 1940 roku został przeniesiony do 616 dywizjonu myśliwskiego RAF. 21 stycznia 1941 objął dowództwo dywizjonu 315. 8 września został zestrzelony i dostał się do niewoli niemieckiej. Przebywał w obozach jenieckich Oflag XC koło Lubeki i Stalag Luft III w Żaganiu. Został uwolniony w maju 1945 roku i powrócił do Wielkiej Brytanii. Po rekonwalescencji rozpoczął studia na Wyższej Szkole Lotniczej w Weston-super-Mare. Po ukończeniu otrzymał przydział do sztabu Fighter Command w Stanmore, gdzie służył do 1947 roku. Po rozformowaniu Polskich Sił Powietrznych przystąpił do Polskiego Korpusu Przysposobienia i Rozmieszczenia i zdecydował się na emigrację do Afryki Południowej. Służbę w lotnictwie zakończył w polskiej randze podpułkownika i brytyjskiej Squadron Leadera.

## Zwycięstwa powietrzne
Na liście Bajana sklasyfikowany został na 74. pozycji z 3 samolotów Luftwaffe zestrzelonymi na pewno, jednym zestrzelonym prawdopodobnie i jednym uszkodzonym.
Zestrzelenia pewne:
- Me-109 – 16 sierpnia 1941
- Fw-190 – 21 września 1941
- Fw-190 – 21 września 1941

Zestrzelenia prawdopodobne:
- Me-109 – 9 sierpnia 1941

Uszkodzenia:
- Me-109 – 16 września 1941

## Ordery i odznaczenia
- Srebrny Krzyż Orderu Virtuti Militari (nr 9227)
- Krzyż Walecznych – trzykrotnie
- Medal Lotniczy - dwukrotnie[7]
- Krzyż Kawalerski 1. kl. Orderu Miecza (Szwecja, 1936)[8]